# Xã Kiskiminetas, Quận Armstrong, Pennsylvania
Xã Kiskiminetas (tiếng Anh: Kiskiminetas Township) là một xã thuộc quận Armstrong, tiểu bang Pennsylvania, Hoa Kỳ. Năm 2010, dân số của xã này là 4.800 người.